# Col·lecció Antonio Gallardo Ballart

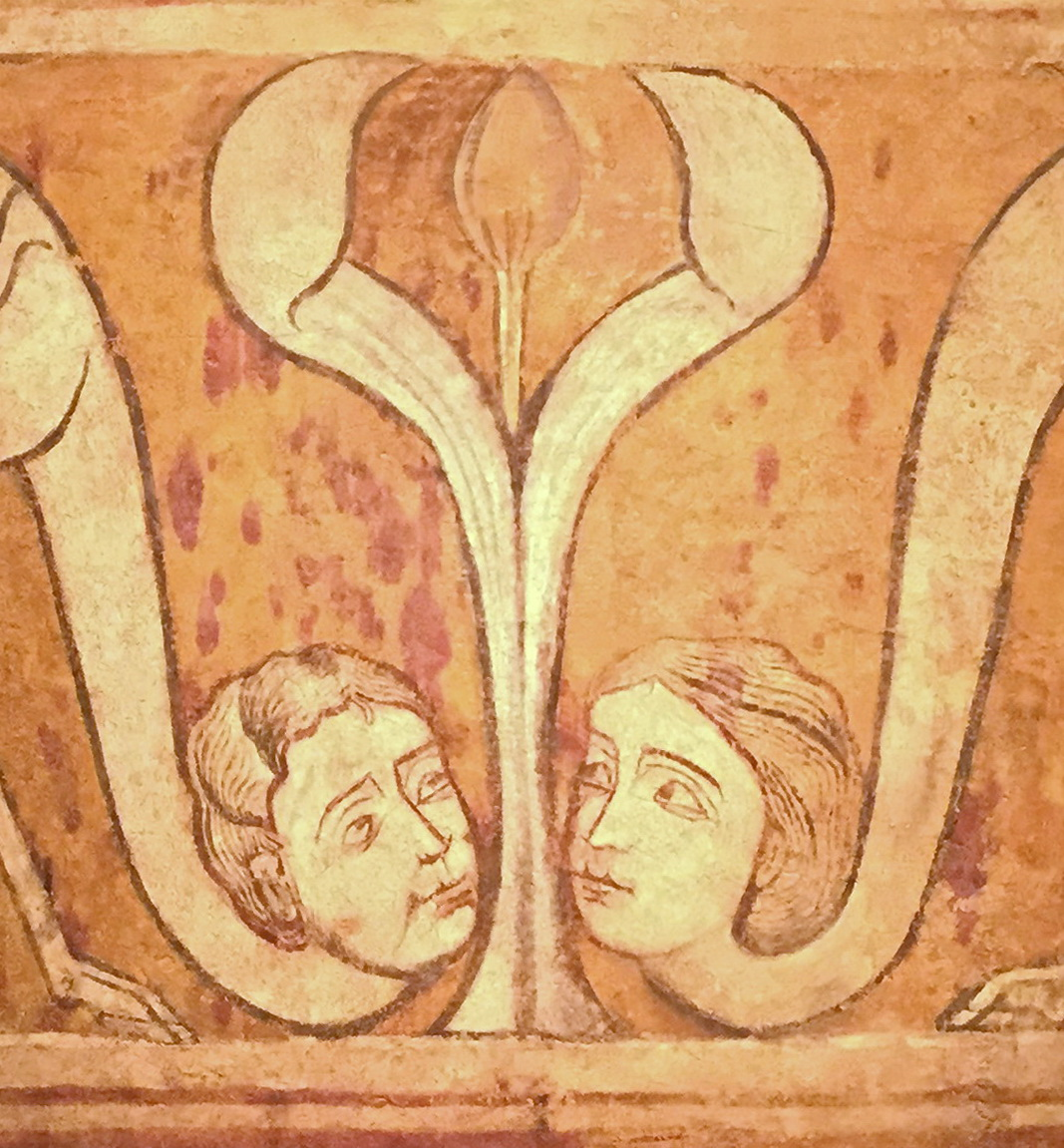
Detall d'una de les pintures romàniques, originària d'Arlanza, de les quals al MNAC, ja n'hi havia tres

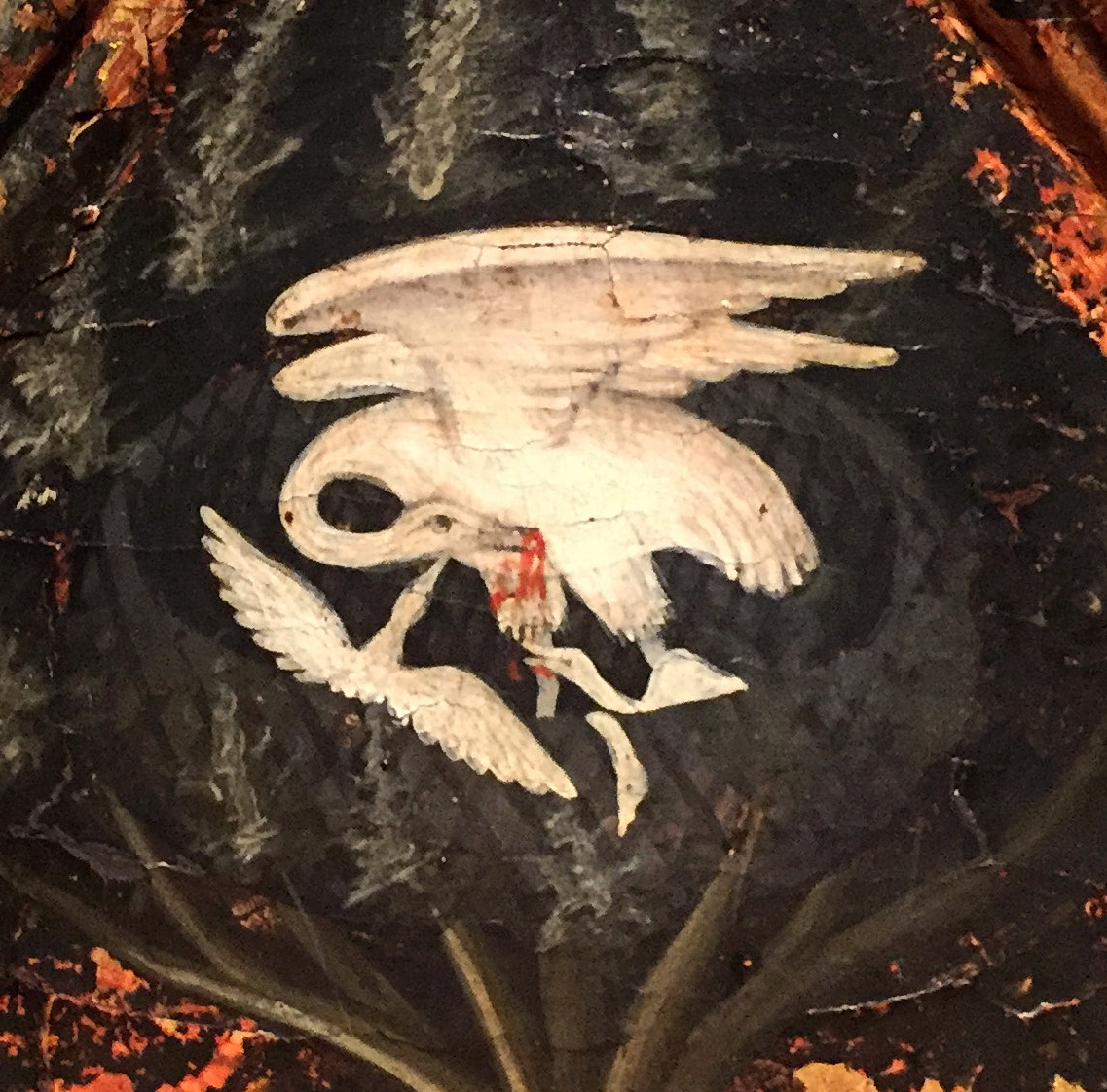
Detall de l'al·legoria del pelicà alimentant les seves cries al Calvari de Jaume Serra

La col·lecció Antonio Gallardo Ballart és un conjunt d'obres d'art pictòriques medievals, dels segles XII al XVI, incorporades a la col·lecció del Museu Nacional d'Art de Catalunya el 2016.
La donació es va produir després d'una llarga negociació entre el propietari, la Generalitat de Catalunya i el museu.
Està formada per vint peces que pertanyen a disset conjunt, ja que sis d'elles formant tres conjunts dobles. Set s'enquadren dins l'art romànic, cinc frescos i dos conjunts de taules al tremp que formaven els carrers laterals d'un retaule d'origen castellà que són completament diferents a les peces existents fins ara a les col·leccions del museu. La pintura gòtica conforma la major part de la col·lecció amb onze taules i un segment de biga o part d'un enteixinat tallada en relleu i policromada al tremp d'ou.
Dins les incorporacions gòtiques destaquen peces de destacats pintors catalans del XIV i XV, com Lluís Borrassà, Jaume Serra o Bernat Martorell. La pintura hispànica completa la col·lecció i amplia els fons del museu amb pintor de reconegut prestigi amb poca o nul·la presència fins aquell moment, com Nicolás Francés, autor del retaule de la catedral de Lleó i Martín Bernat, una peça fonamental en la pintura medieval de la Corona d'Aragó. Una darrera pintura que se situa en el període renaixentista és el retrat de Sant Tomàs obra de Pedro Romana, actiu a Andalusia a començaments del segle xvi.
A la seva recepció, a començament de 2016, es varen presentar juntes en una exposició gratuïta abans de ser integrades a les corresponents col·leccions per a ser exposades al costat d'obres coetànies i, en alguns casos acompanyant a taules del mateix retaule que ja formaven part de la col·lecció del museu, com és el cas de Santa Llúcia repartint almoines, una de les tres taules cimeres d'un retaule dedicat a Santa Llúcia, que es retroba amb una altra similar, Martiri de santa Llúcia, que va ingressar al museu el 1995.

## Obres de la col·lecció
Informació actualitzada per un bot. Els canvis manuals es perdran quan s'actualitzi!
| Títol                                                         | Data         | Autor                     | Material        | Moviment              | Alç   | Amp   | Inventari       | Imatge |
| ------------------------------------------------------------- | ------------ | ------------------------- | --------------- | --------------------- | ----- | ----- | --------------- | ------ |
| Santa Caterina d'Alexandria i Jesucrist                       | 1410s        | Lluís Borrassà            | tremp           | pintura gòtica        | 86    | 89.5  | 251552          |        |
| Calvari                                                       | 1380s        | Jaume Serra               | tremp           | pintura gòtica        | 178   | 81    | 251558          |        |
| Santa Llúcia repartint almoines                               | 1435         | Bernat Martorell          | tremp           | pintura gòtica        | 117.5 | 80.5  | 251547          |        |
| Carrers laterals del retaules de Sant Andreu de Pere Teixidor | 1430s        | Pere Teixidor             | tremp           | pintura gòtica        | 153.2 | 64.2  | 251553-CJT      |        |
| Sant Jaume el major bateja el mag Hermògenes                  | 1480s        | Martín Bernat             | tremp           | pintura gòtica        | 157   | 69.5  | 251561          |        |
| Miracle del mont Gargano                                      | 1440s        | Nicolás Francés           | tremp           | pintura gòtica        | 144   | 95    | 251560          |        |
| Adoració dels Pastors                                         | 1370s        | Taller dels germans Serra | tremp           | pintura gòtica        | 184   | 118   | 251559          |        |
| Mare de Déu amb Nen i àngels                                  | 1380s        | Jaume Serra               | tremp           | pintura gòtica        | 132   | 62    | 251550          |        |
| Coronació de la Mare de Déu amb àngels músics                 | 1440s        | Bernat Martorell          | tremp           | pintura gòtica        | 90.6  | 60    | 251548          |        |
| Crucifixió de Sant Pere                                       | 1400         | Pere Serra                | tremp           | pintura gòtica        | 141.8 | 122.5 | 251551          |        |
| Sant Tomàs apòstol                                            | 1510s        | Pedro Romana              | pintura a l'oli | Scuola degli Albanesi | 67.5  | 45    | 251562          |        |
| Parella de Sirenes d'Ocell                                    | 1210         | No/unknown value          | fresc           | art romànic           | 60    | 161.5 | 251556          |        |
| Apòstols de la Pentecosta, de Bellcaire                       | 1150s        | No/unknown value          | fresc           | art romànic           | 154.5 | 104.5 | 251555          |        |
| Retaule de la infantesa de Crist                              | 13rd century | No/unknown value          | tremp           | art romànic           | 228   | 93.5  | 251549          |        |
| Àngels lluitant contra el drac                                | 1100s        | No/unknown value          | fresc           | art romànic           | 160.5 | 125   | 251544          |        |
| Mare de Déu i Sant Joan Evangelista                           | 1150s        | No/unknown value          | fresc           | art romànic           | 204.7 | 69.7  | 251563 - 251564 |        |
| Ofrena de sant Joaquim i santa Anna al Temple                 | 1300s        | No/unknown value          | tremp           | pintura gòtica        | 22    | 70    | 251557          |        |